# Edison (New Jersey)
Edison is een plaats (census-designated place) in de Amerikaanse staat New Jersey en valt bestuurlijk gezien onder Middlesex County. De naam "Edison" is ontleend aan de uitvinder Thomas Edison die in de wijk Menlo Park zijn belangrijkste werkplaats en laboratorium had.

## Demografie
Bij de volkstelling in 2000 werd het aantal inwoners vastgesteld op 97.687.

## Geboren
- Karl-Anthony Towns (15 november 1995), basketballer

## Overleden
- Luther Vandross (1 juli 2005), soulzanger

## Geografie
Volgens het United States Census Bureau beslaat de plaats een oppervlakte van
79,5 km², waarvan 78,0 km² land en 1,5 km² water.

## Plaatsen in de nabije omgeving
De onderstaande figuur toont nabijgelegen plaatsen in een straal van 8 km rond Edison.